# Ланівці (село)
Ла́нівці — село в Україні, у Борщівській міській громаді Чортківського району Тернопільської області. Розташоване на річці Нічлава, на півночі району. Адміністративний центр колишньої сільради, якій були підпорядковані села Козаччина й Тулин.
Населення — 1169 осіб (2001).

## Географія
Село розташоване в південно-західній частині України, на відстані 371 км від Києва, 84 км — від обласного центру міста Тернополя, 5 км від міста Борщів і за 2 км — від залізничної станції Тересин. Через село проходить автошлях територіального значення Т 2002.

## Історія
Поблизу села виявлено археологічні пам'ятки трипільської, черняхівської і давньоруської культур.
Перша письмова згадка про село датується 24 січня 1447 року. В Центральному державному архіві м. Львова збереглася єдина в історії нашого району оригінальна грамота на пергаменті, де село Ланівці значиться як Лоянівці Скальського повіту.
Великим лихом для села були набіги монголо-татар: у 1449 році спалили 10 з 20 будинків, багатьох селян забрали в полон. Життя продовжувалось — в 1570 році було 22 осілих селян і 132 кріпаків.
В 2 половині 17 ст. Лоянівці розрослися, стали після Скали найбільшим населеним пунктом. Тому в 1579 р. польський король Стефан Баторій видав привілей, за яким Лоянівцям надавалось Магдебурзьке право.
Визвольна війна 1648–1654 рр сколихнула народні маси. Селяни масово вступали в повстанські загони, допомагали козакам Хмельницького. В цей час в селі будується церква, згодом село дістане назву Козаччина. В 1665–1669 рр. на горі будується замок-фортеця. Будує пан Злочевський. Але під час польсько-турецької війни 1672–1678 рр. фортецю стерли з лиця землі яничари.
З середини 18 ст. будується Василіянський монастир (чину Василія Великого). Знаходиться він на краю дороги на ниві «Монастир». Намісником монастиря був о. Корнелій. Монастир існував до 1783 р. В 1785 році замість старої дерев'яної будується нова, кам'яна церква Святого Михаїла. ЇЇ будівництво закінчено 1802-го, на чолі за священиком о. Лукашевичом. На честь скасування панщини поставлено хрест на вулиці Ринок.
В 1859 р. на клопотання громади і священика о. Напоздевича була відкрита однокласна початкова школа. У 1898 році завдяки клопотанням о. Уланицького (1847–1948) в селі з'явилася захоронка сестер-служебниць Непорочної Діви Марії. Її фундаторкою виступила Тереза Сапіга. Вона подарувала площу з просторим будинком і великою земельною ділянкою на вулиці Ринок.
У середині 19 ст. громада Ланівців мала свою символіку: печатку з зображенням Ока Провидіння (імовірно, алегорії місцевого монастиря). Відомий відбиток цієї печатки, датований 1866 р.. Водночас відомий львівський краєзнавець А.Шнайдер у 1870-х рр. пропонував розробити для Ланівців герб на основі родового герба власників місцевої домінії графів Ржевуських – "Крживда", однак його проект не дістав офіційного затвердження.
Діяли товариства «Просвіта», «Луг», «Сільський господар», «Союз українок», «Рідна школа», «Відродження», кооператива.
У 1928—1929 роках тут вивчав пам’ятки трипільської культури та здійснив пробні розкопки Олег Ольжич.
У 1940-1941, 1944-1959 роках село належало до Скала-Подільського району Тернопільської області. З ліквідацією району 1959 року увійшло до складу Борщівського району.
До 19 липня 2020 р. належало до Борщівського району.
З 20 листопада 2020 р. належить до Борщівської міської громади.

## Населення

### Мова
Розподіл населення за рідною мовою за даними перепису 2001 року:
| Мова       | Кількість | Відсоток |
| ---------- | --------- | -------- |
| українська | 1168      | 99.91%   |
| російська  | 1         | 0.09%    |
| Усього     | 1169      | 100%     |

## Релігія
- церква святого архистратига Михаїла (1802, мурована, УГКЦ),
- церква святого архистратига Михаїла (ПЦУ).

## Пам'ятники
Споруджено пам'ятник воїнам-односельцям, полеглим у німецько-радянській війні (1968), встановлено пам'ятний хрест на честь скасування панщини.

## Соціальна сфера
Працюють ЗОШ 1-2 ступ., Будинок культури, бібліотека, ФАП, відділення зв'язку, торговельний заклад.

## Етнографія
У Ланівцях здавна розвинені різьбярство та вишивання.

## Відомі люди

### Народилися
- громадський діяч А. Бурлака,
- різьбярі О. Гавриш-Сікорська, С. Наконечний, П. Сікорський,
- освітній діяч, меценат Т. Гошко,
- автор спогадів із життя першопоселенців Канади Ілько Копран,
- військовик І. Сирота.

## Працювали
Пастирював поет, філолог, етнограф о. І. Вагилевич.
Працювала Герой соц. праці М. Стрільчук, археол. дослідження проводив О. Кандиба-Ольжич.

## Галерея

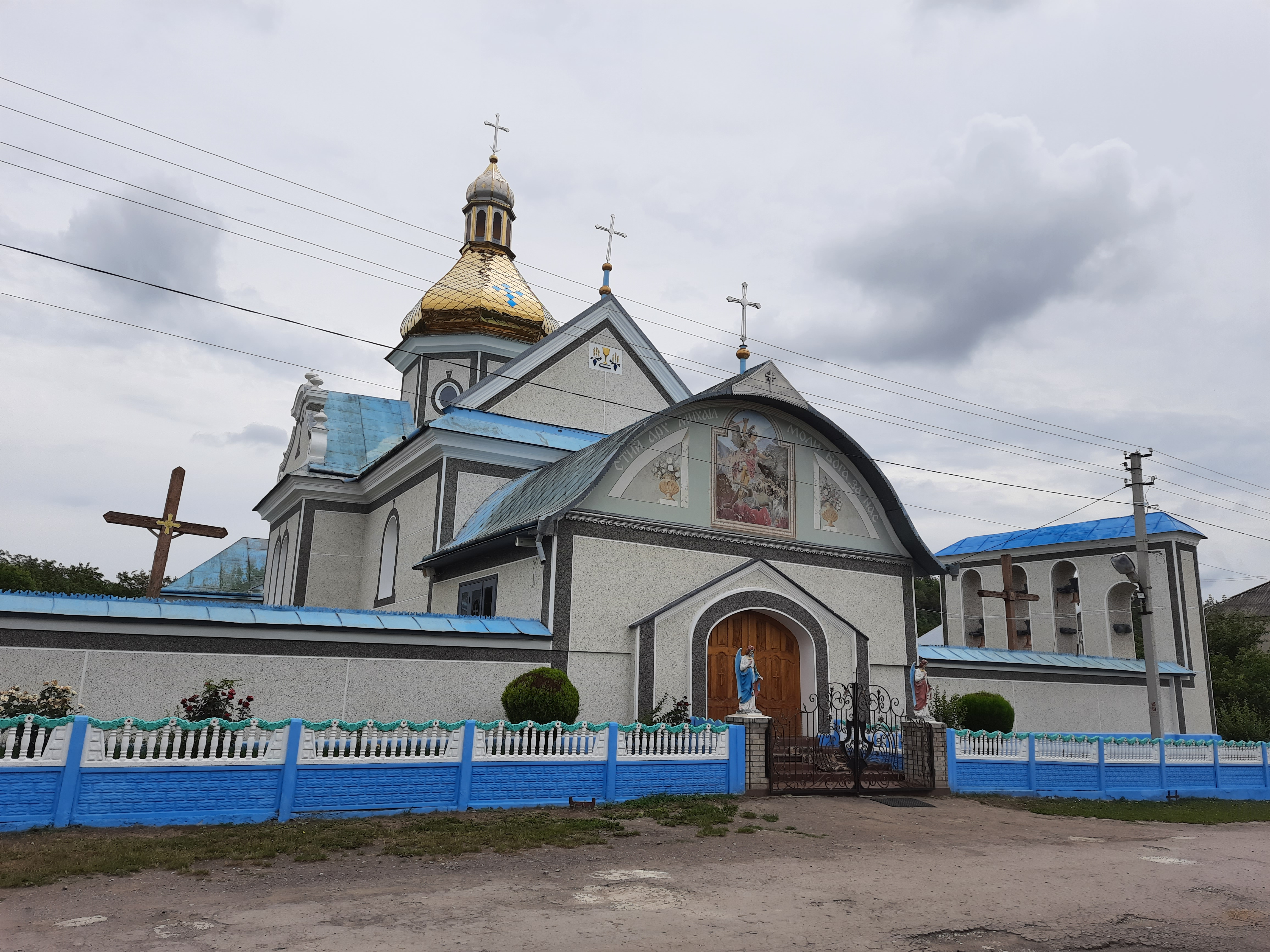
Церква Святого Михаїла ( УГКЦ )
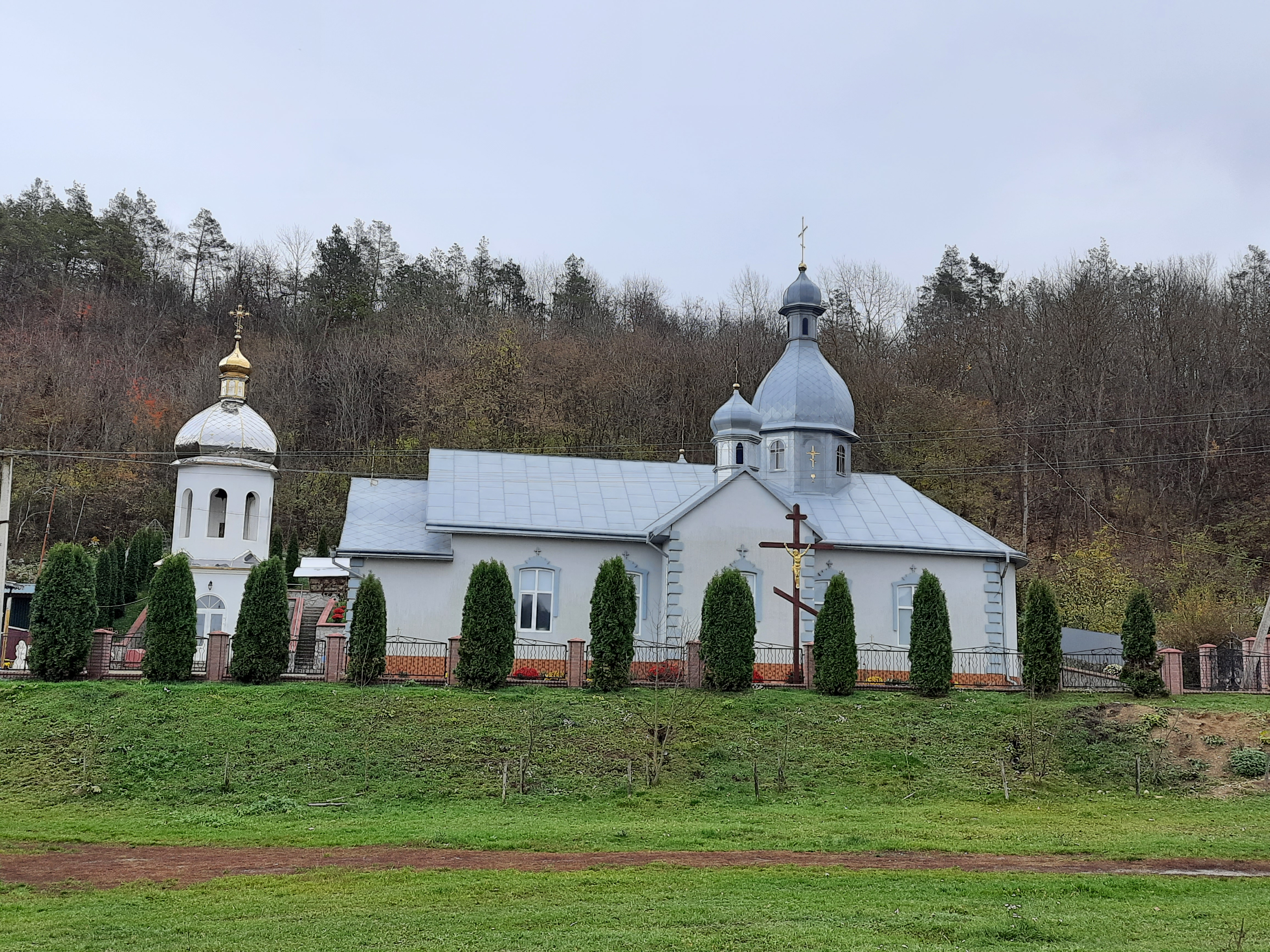
Церква Святого Михаїла ( ПЦУ )
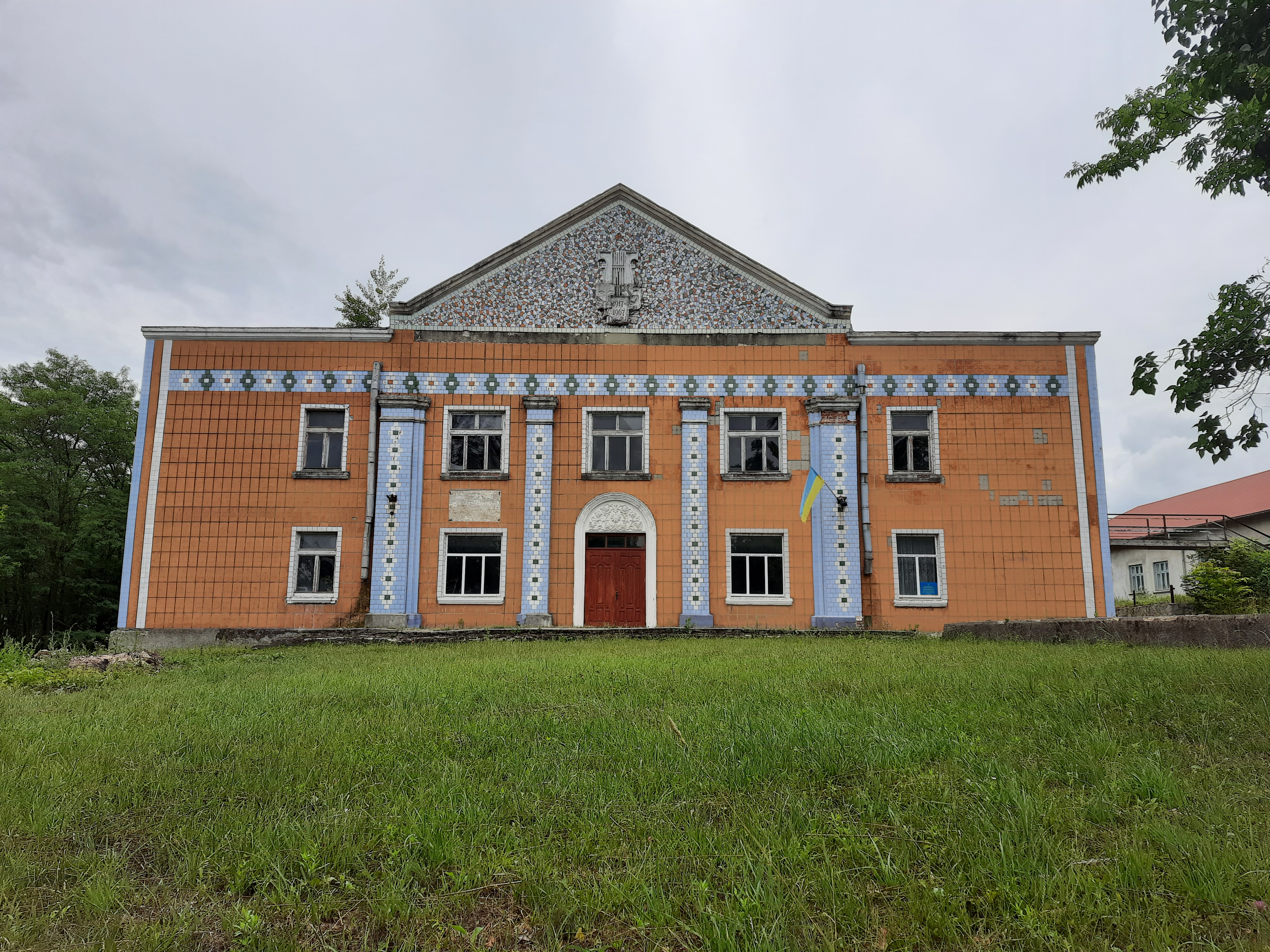
Будинок культури
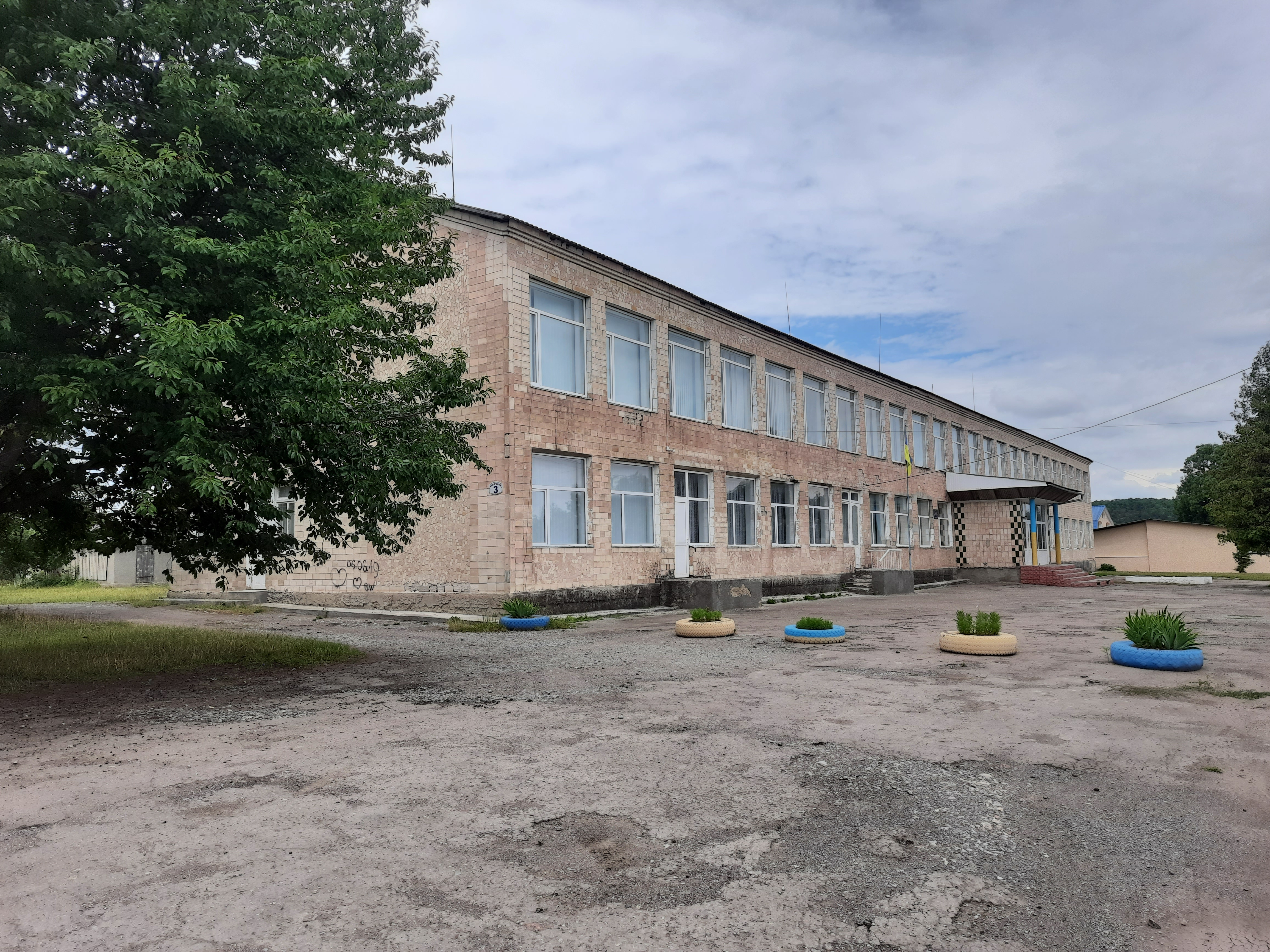
Школа
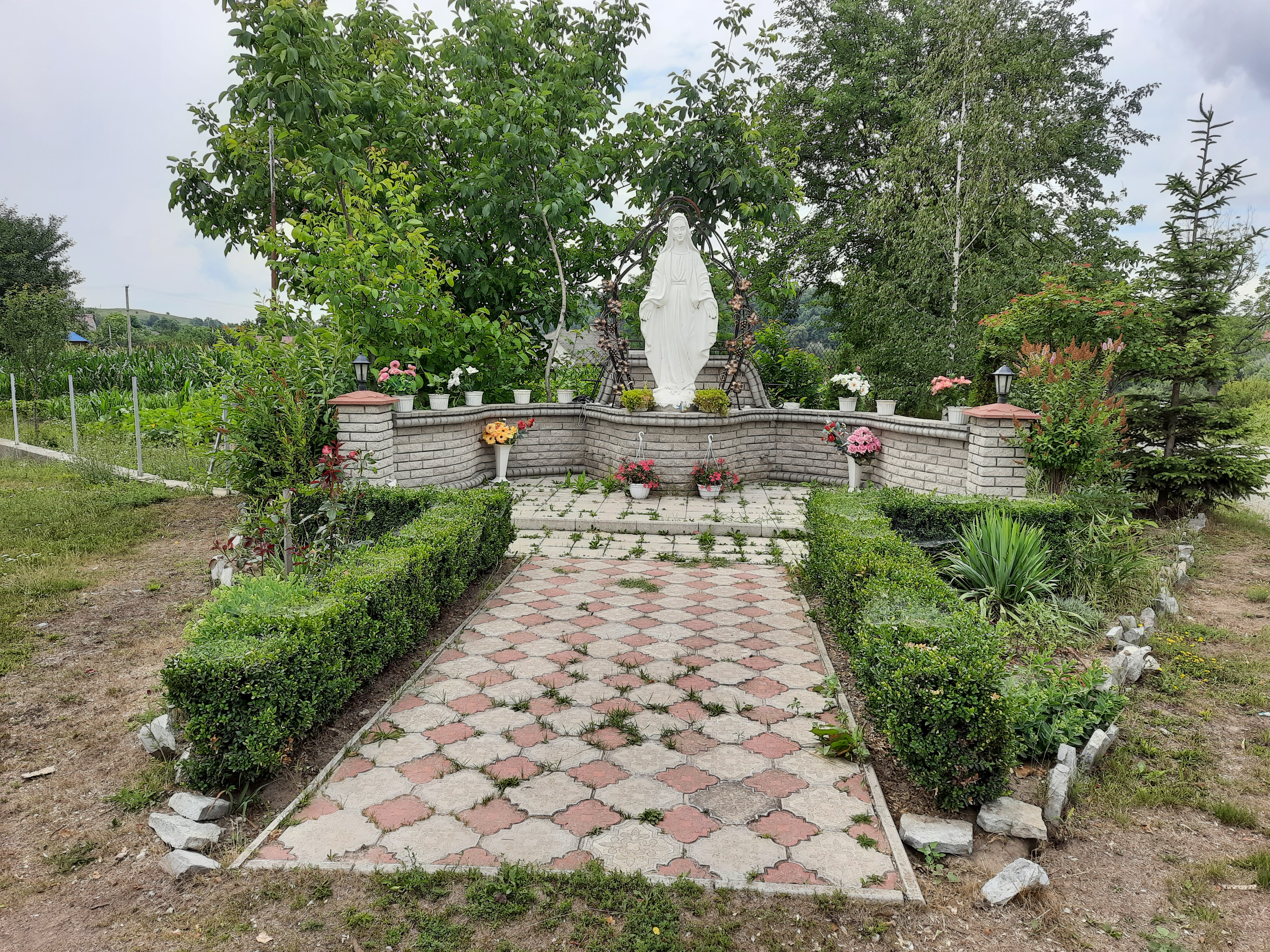
Статуя Божої Матері
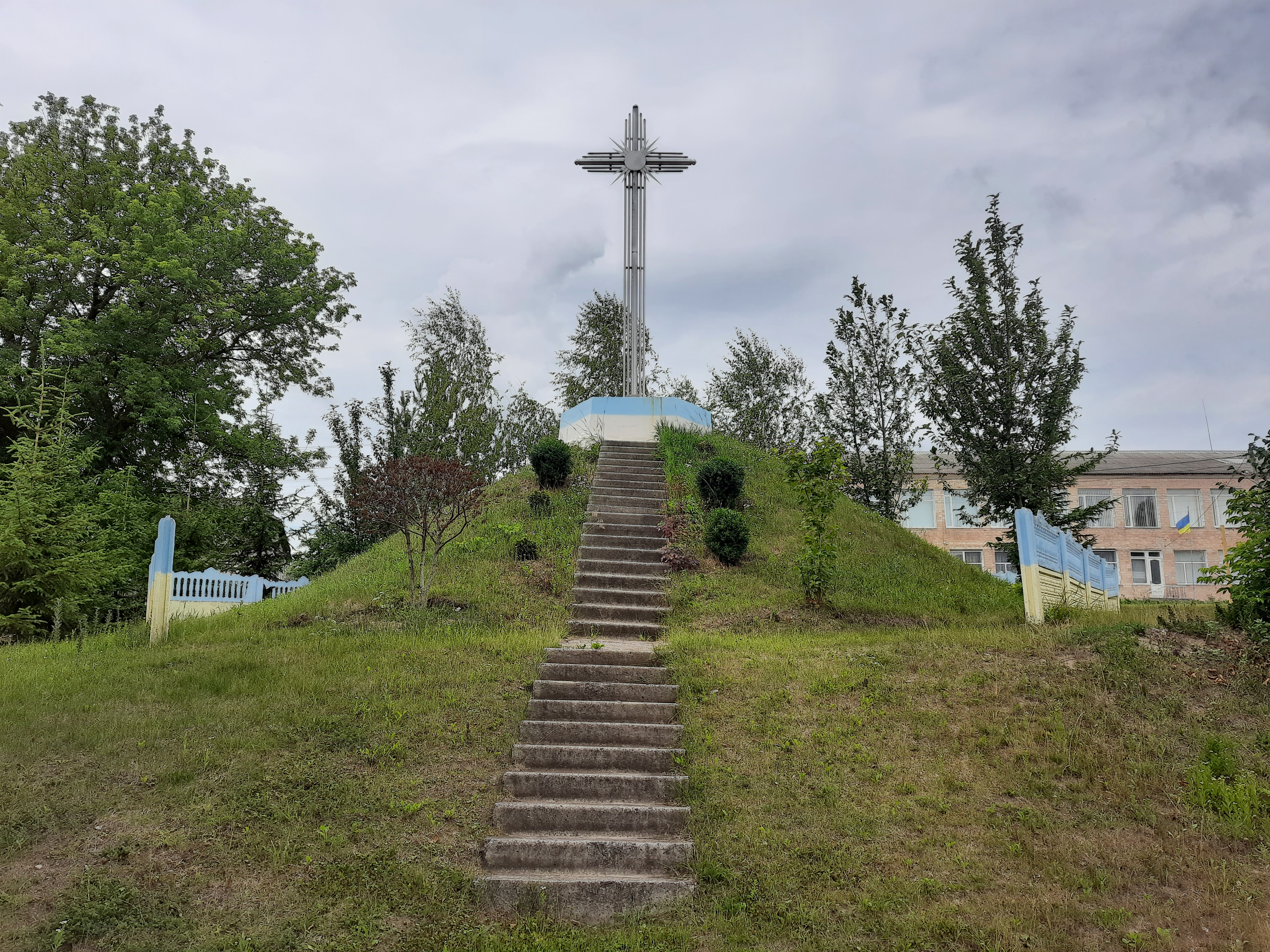
Символічна могила в честь захисників України
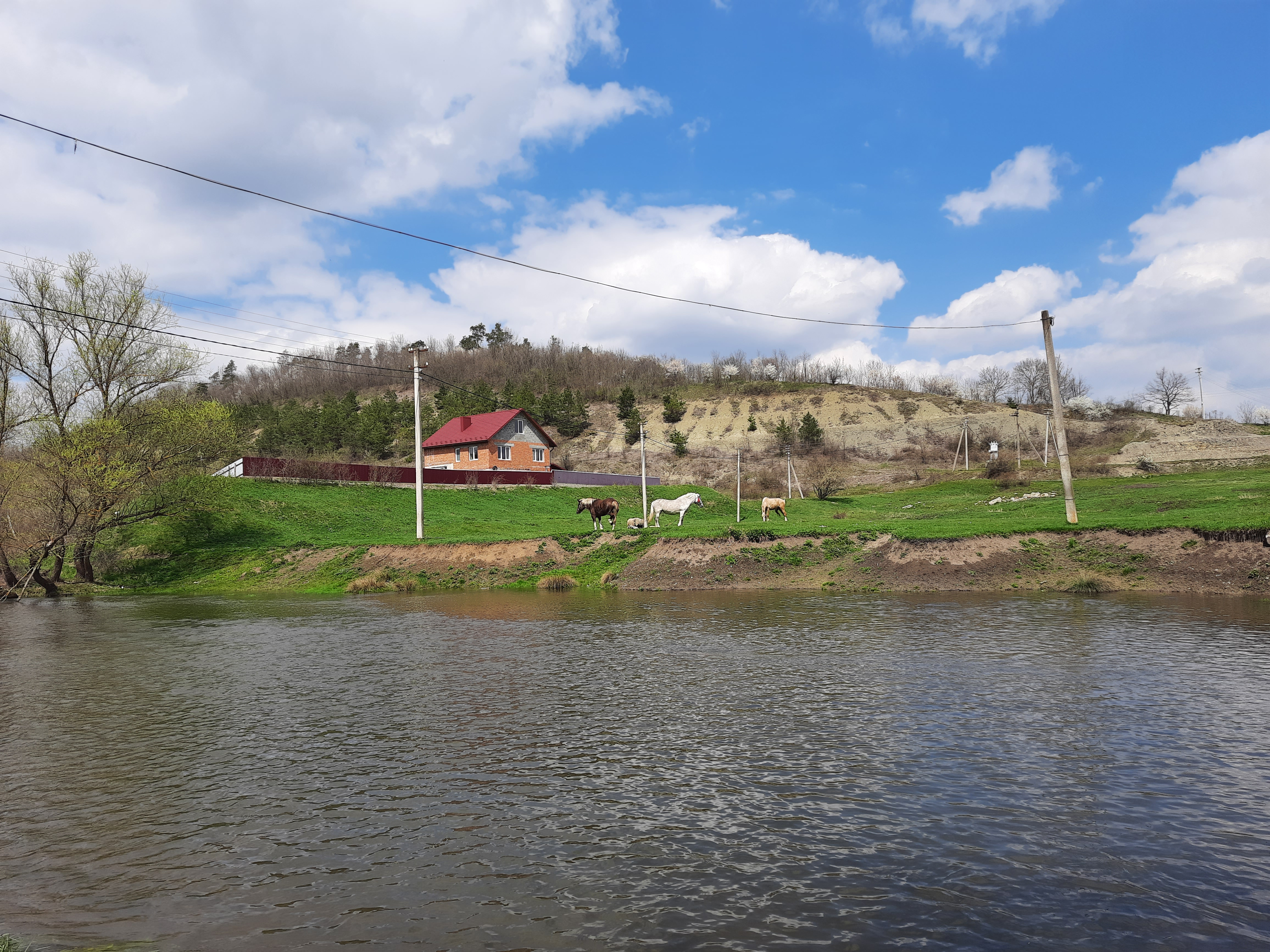
Річка Нічлава і урочище Замчисько
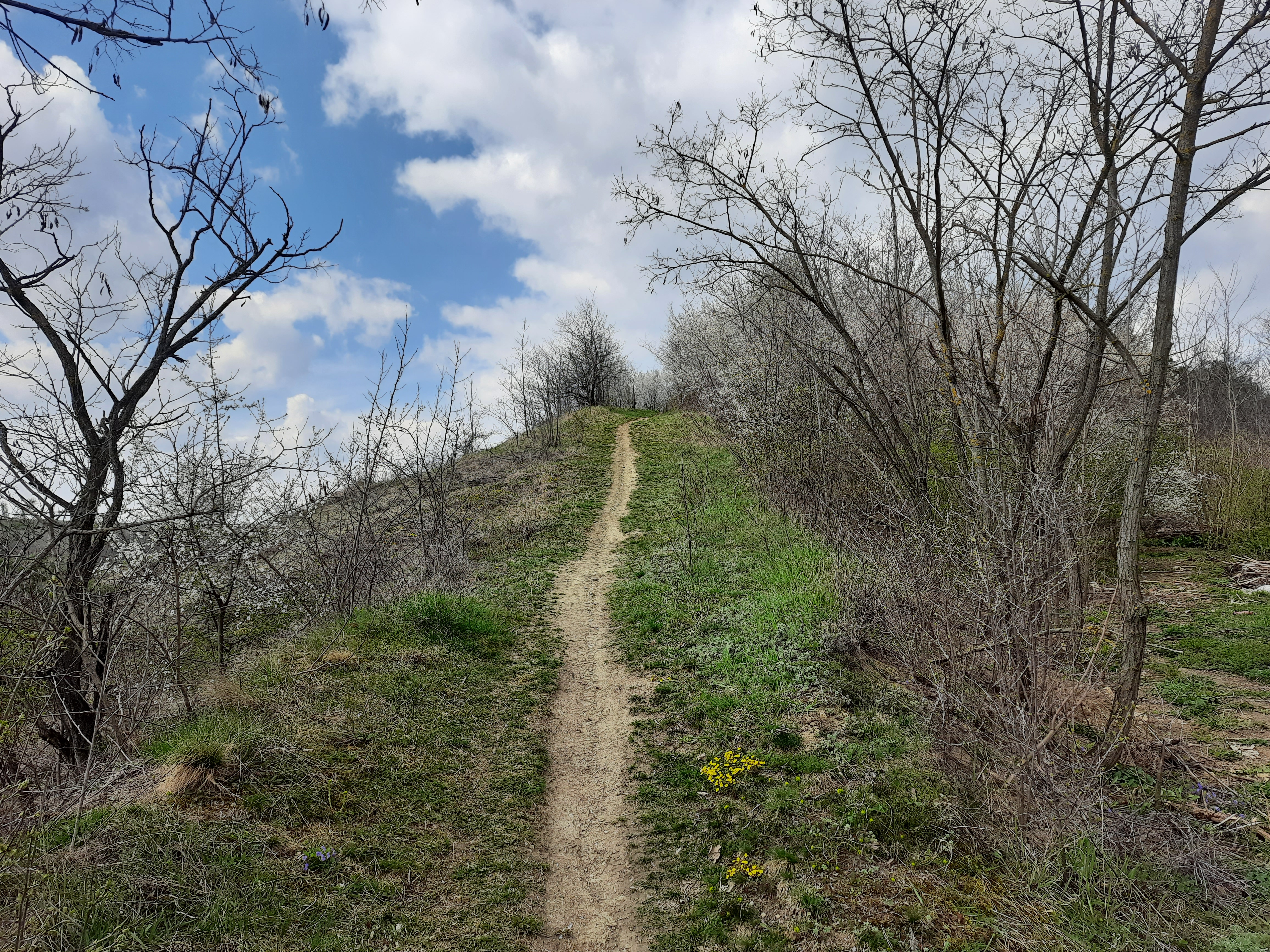
Урочище Замчисько
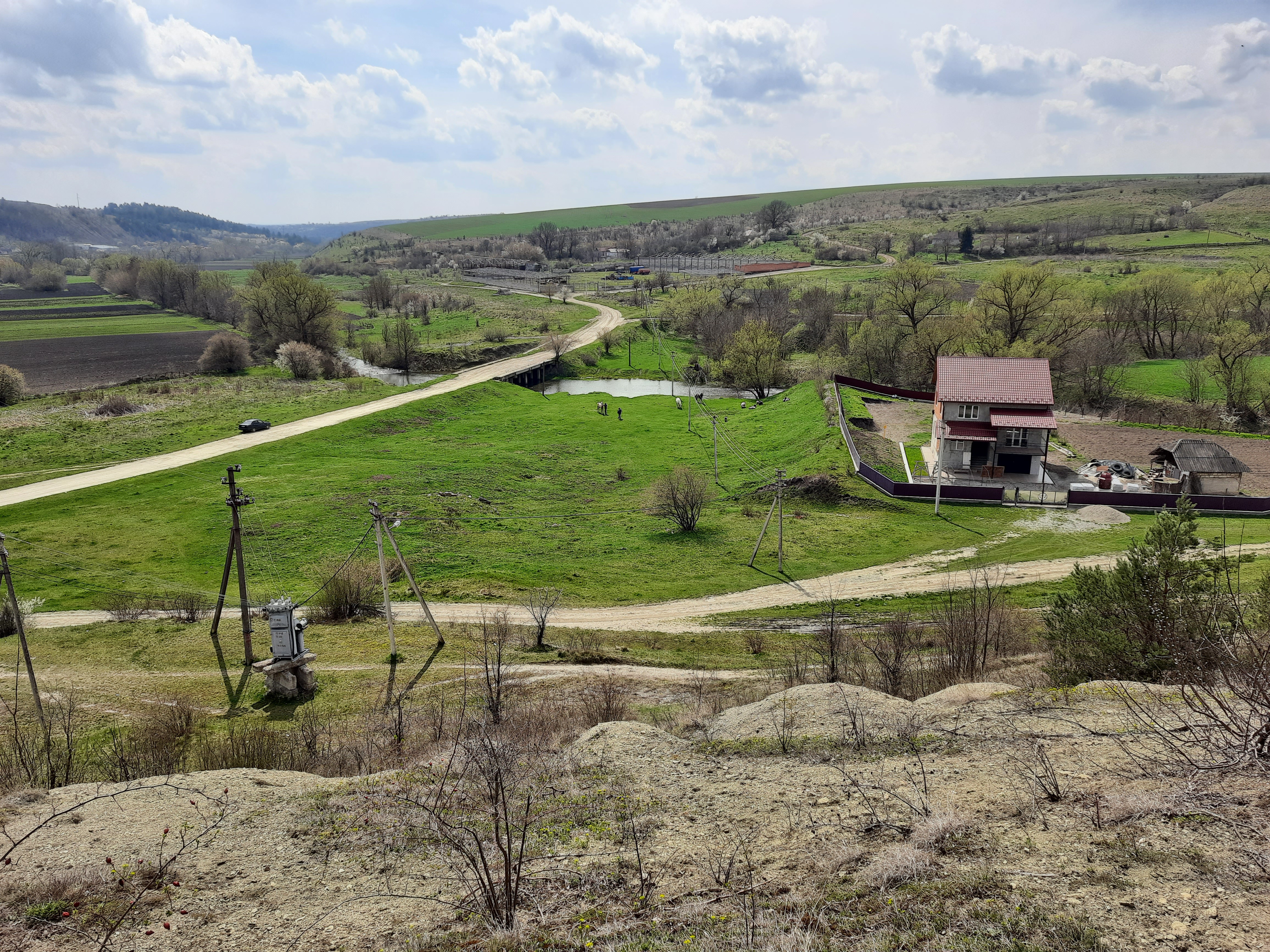
Краєвид з урочища Замчисько
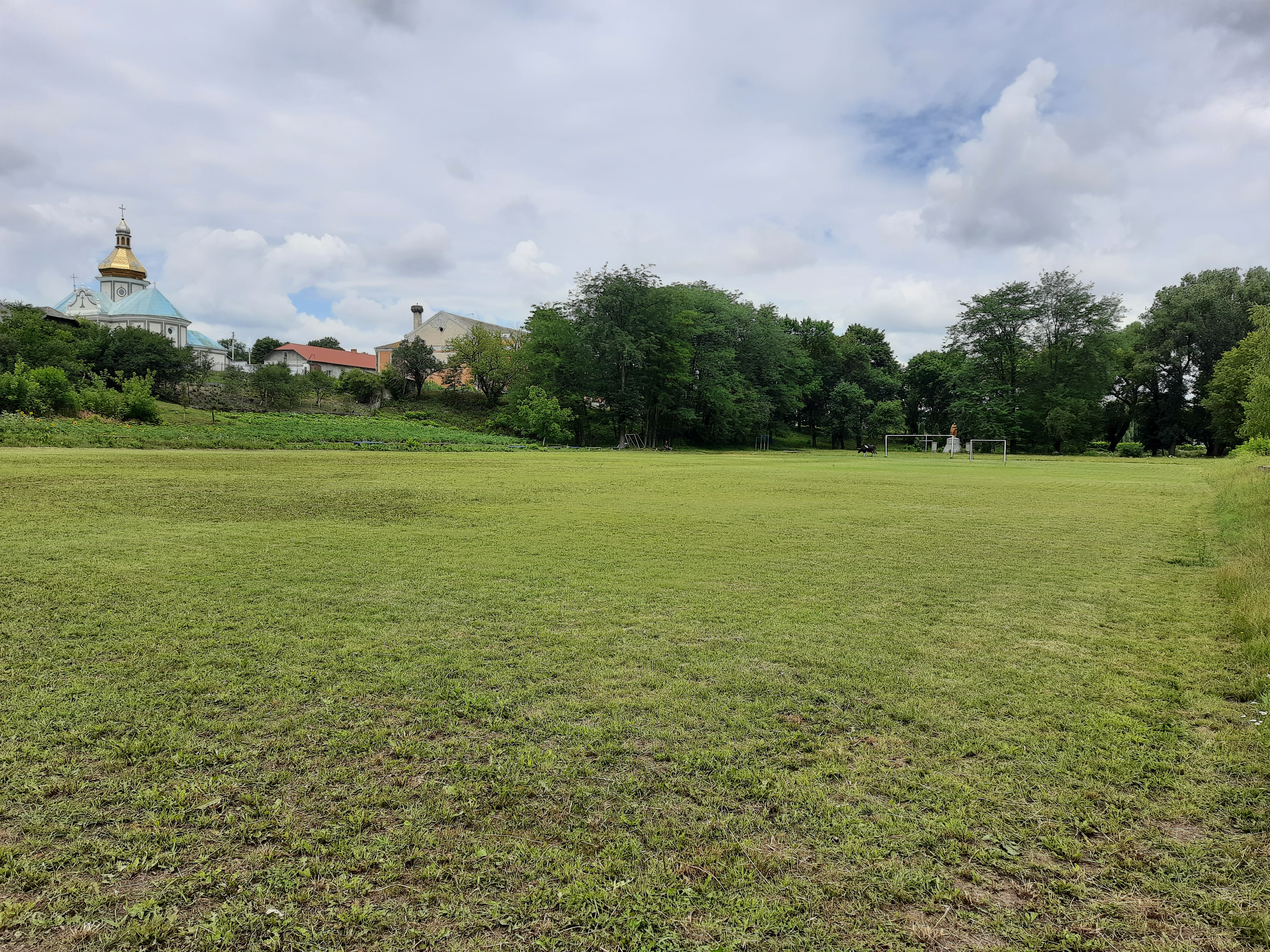
Сільський стадіон